# Alain Saint-Ogan
Alain Saint-Ogan, 7 augusti 1895 - 22 juli 1974, var journalist och tecknare. 
Saint-Ogan föddes i Colomes utanför Paris. Hans far var tidningsman och redaktör. Redan tidigt bidrog den unge Saint-Ogan med texter och bilder till faderns tidningar. 
Den 3 maj 1925 hade hans första serie "Zig et Puce" premiär i Dimanche Illustré. Detta var den första serie i Frankrike som använde sig av pratbubblor.
Andra serier som Saint-Ogan skapade var "Mitou et Toti", "Prosper Lóurs" och "Monsieur Poche". 
"Zig et Puce" översattes och publicerades i Belgien, Holland, Italien och Spanien. I dessa länder lär serien haft stor inverkan på utvecklingen av inhemska serier. 
Under andra världskriget tvingades Saint-Ogan att göra uppehåll i serieskapandet, men återupptog efter kriget "Zig et Puce" och publicerade den i tidningen France Soir.
1971 erhöll Saint-Ogan Paris stora silvermedalj för sin betydelse inom fransk seriekonst.